# Kowboj kapitanem
Kowboj kapitanem (ang. The Cowboy Captain of the Cutty Sark) – komiks Dona Rosy, po raz pierwszy wydany w 1998 r. (pierwsze polskie wydanie pochodzi z 2001 r.).
Historia jest jednym z rozdziałów dodatkowych serii Życie i czasy Sknerusa McKwacza (3B) - chronologicznie umiejscowionym między Kowbojem z Badlandów a Właścicielem Miedzianego Wzgórza.

## Fabuła
Akcja komiksu toczy się w 1883 r.
Sknerus płynie na pokładzie żaglowca Cutty Sark, transportując bydło z Montany na Jawę dla jednego z tamtejszych sułtanów. Na miejscu McKwacz dowiaduje się, że władca planuje wziąć udział w wyścigu byków na Madurze.